# San José de Mayo
San José de Mayo est une ville de l'Uruguay, siège d'une municipalité, et la capitale du département de San José. Elle est située à 77 km au nord-ouest de Montevideo. Sa population s'élevait à 36 339 habitants en 2004.

## Géographie
La ville est située au centre du département, au nord d’une section de la Cuchilla Grande appelée cuchilla San José — les cuchillas étant des massifs de collines — et sur la rive droite du río San José.

## Histoire
San José de Mayo fut fondée le 1er juin 1783 et les premiers habitants furent des migrants venus de la comarque d'Espagne de Maragatería (province de León), pendant le XIXe siècle le dynamisme commercial et culturel était important au point que la ville fut surnommée la petite Montevideo (« Montevideo chico »), la construction de théâtre Macció marqua l'apogée au début du XXe siècle. San José fut élevé au rang de ville (ciudad) le 12 juin 1856. L’actuelle cathédrale Saint-Joseph voit sa construction débuter l’année suivante, pour s’achever en 1874.
Le 19 juin 1894 commença la construction de la place de l'Indépendance (Plaza Independencia) qui fut terminée le 25 août 1898. Ce fut le premier lieu qui intégra un monument en l'honneur du général José Artigas.

## Population
| Année | Population |
| ----- | ---------- |
| 1963  | 27 482     |
| 1975  | 28 554     |
| 1985  | 31 825     |
| 1996  | 34 552     |
| 2004  | 36 339     |

Référence,:

## Économie
San José concentre les fonctions politico-administratives (capitale départementale), commerciales (plate-forme commerciale régionale), financier (lié à l'industrie et à la production agricole) et industriel (industrie agroalimentaire du lait, de la viande et industrie chimique).

## Personnalités
- Edward Johnston (1872-1944), calligraphe et créateur de caractères
- Francisco Canaro (1888-1976), musicien.
- Pedro Cersósimo, homme politique.
- Jaime Clara (* 1965), journaliste.
- Carlos Curbelo (* 1954), footballeur.
- Malena Muyala, chanteur et compositeur
- Hugo Nantes, peintre.
- Luis Pedro Serra, cycliste.

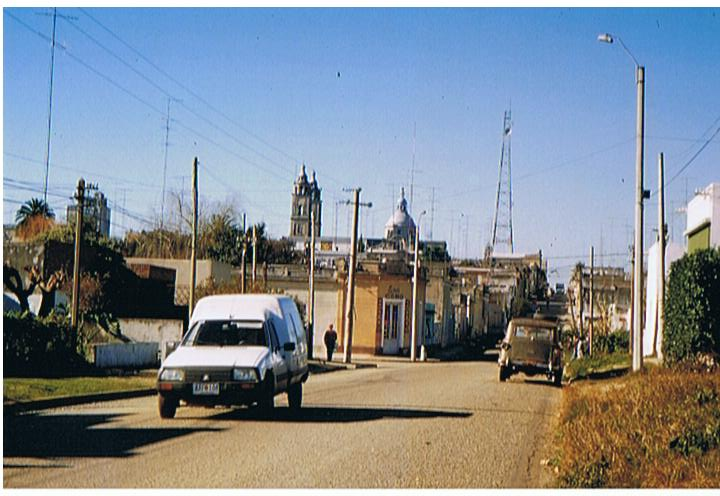
San José de Mayo, 1998
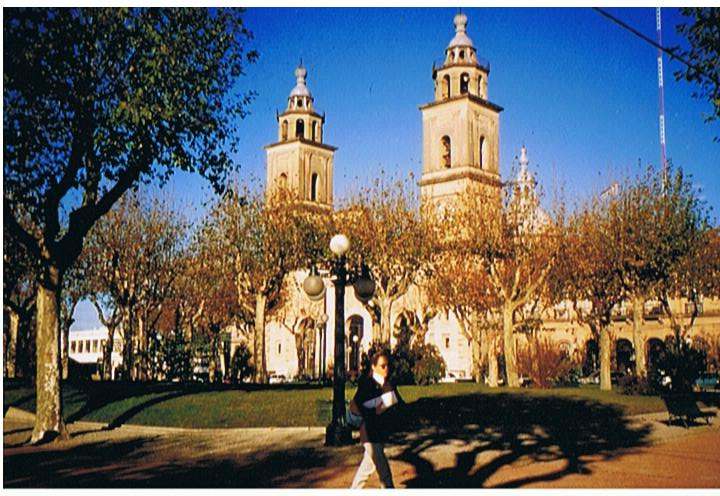
Plaza de los Treinta y Tres Orientales avec la cathédrale
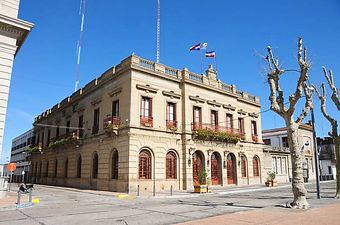
Municipalité